# Rasmus Nissen Kristensen
Rasmus Nissen Kristensen (Brande, Midtjylland, 11 de julio de 1997) es un futbolista danés. Juega de defensa y su equipo es el Eintracht Fráncfort de la 1. Bundesliga de Alemania.

## Trayectoria
Comenzó su carrera en las inferiores del Brande IF a la edad de 6 años. Estuvo seis años en el club, y luego se unió al Herning Fremad donde jugó durante dos años. En 2012 firmó un contrato juvenil con el F. C. Midtjylland.

### FC Midtjylland
Nissen fue parte del primer equipo desde el verano de 2016 a la edad de 18 años. Firmó un contrato profesional con el club por cinco años.
Debutó profesionalmente el 7 de marzo de 2016, en el encuentro de Superliga contra el FC Nordsjælland.

### Ajax
El 23 de enero de 2018 fichó por el Ajax de Ámsterdam por cuatro años y medio.

### Red Bull Salzburgo
El 19 de julio de 2019 el Red Bull Salzburgo hizo oficial su fichaje por cinco temporadas. Completó tres, jugando más de cien partidos y ganando en todas ellas la Bundesliga y la Copa de Austria.
El 8 de junio de 2022 el Leeds United F. C. anunció su incorporación a partir del 1 de julio para los siguientes cinco años. En el primero de ellos el club descendió a la EFL Championship, por lo que para la temporada 2023-24 fue cedido a la A. S. Roma. La siguiente campaña también fue prestado, esta vez al Eintracht Fráncfort. Este lo acabó adquiriendo en propiedad en abril de 2025 y firmó un contrato hasta 2029.

## Selección nacional
Representó a Dinamarca en categorías inferiores. También es internacional absoluto; debutó el 4 de septiembre de 2021 en un partido de clasificación para el Mundial 2022 ante Islas Feroe que finalizó con triunfo danés por cero a uno.

### Participaciones en Copas del Mundo
| Mundial                        | Sede  | Resultado    | Partidos | Goles |
| ------------------------------ | ----- | ------------ | -------- | ----- |
| Copa Mundial de Fútbol de 2022 | Catar | Primera fase | 3        | 0     |

### Participaciones en Eurocopas
| Copa          | Sede     | Resultado        | Partidos | Goles |
| ------------- | -------- | ---------------- | -------- | ----- |
| Eurocopa 2024 | Alemania | Octavos de final | 0        | 0     |

## Estadísticas

### Clubes
Actualizado al último partido disputado el 17 de mayo de 2025.
| Club                             | Div.          | Temporada     | Liga  | Liga  | Copas nacionales | Copas nacionales | Copas internacionales | Copas internacionales | Total | Total |
| Club                             | Div.          | Temporada     | Part. | Goles | Part.            | Goles            | Part.                 | Goles                 | Part. | Goles |
| -------------------------------- | ------------- | ------------- | ----- | ----- | ---------------- | ---------------- | --------------------- | --------------------- | ----- | ----- |
| F. C. Midtjylland Dinamarca      | 1.ª           | 2015-16       | 12    | 1     | 0                | 0                | 0                     | 0                     | 12    | 1     |
| F. C. Midtjylland Dinamarca      | 1.ª           | 2016-17       | 34    | 2     | 4                | 0                | 8                     | 0                     | 46    | 2     |
| F. C. Midtjylland Dinamarca      | 1.ª           | 2017-18       | 17    | 3     | 0                | 0                | 7                     | 1                     | 24    | 4     |
| F. C. Midtjylland Dinamarca      | Total club    | Total club    | 63    | 6     | 4                | 0                | 15                    | 1                     | 82    | 7     |
| Jong Ajax · Países Bajos         | 2.ª           | 2017-18       | 2     | 0     | ―                | ―                | ―                     | ―                     | 2     | 0     |
| Jong Ajax · Países Bajos         | Total club    | Total club    | 2     | 0     | 0                | 0                | 0                     | 0                     | 2     | 0     |
| Ajax de Ámsterdam · Países Bajos | 1.ª           | 2017-18       | 8     | 0     | 0                | 0                | 0                     | 0                     | 8     | 0     |
| Ajax de Ámsterdam · Países Bajos | 1.ª           | 2018-19       | 12    | 0     | 5                | 1                | 2                     | 0                     | 19    | 1     |
| Ajax de Ámsterdam · Países Bajos | Total club    | Total club    | 20    | 0     | 5                | 1                | 2                     | 0                     | 27    | 1     |
| Red Bull Salzburgo · Austria     | 1.ª           | 2019-20       | 12    | 0     | 2                | 0                | 6                     | 0                     | 20    | 0     |
| Red Bull Salzburgo · Austria     | 1.ª           | 2020-21       | 31    | 3     | 5                | 1                | 8                     | 0                     | 44    | 4     |
| Red Bull Salzburgo · Austria     | 1.ª           | 2021-22       | 29    | 7     | 6                | 3                | 10                    | 0                     | 45    | 10    |
| Red Bull Salzburgo · Austria     | Total club    | Total club    | 72    | 10    | 13               | 4                | 24                    | 0                     | 109   | 14    |
| Leeds United F. C. Inglaterra    | 1.ª           | 2022-23       | 26    | 3     | 4                | 0                | ―                     | ―                     | 30    | 3     |
| Leeds United F. C. Inglaterra    | Total club    | Total club    | 26    | 3     | 4                | 0                | 0                     | 0                     | 30    | 3     |
| A. S. Roma · Italia              | 1.ª           | 2023-24       | 29    | 1     | 2                | 0                | 0                     | 0                     | 31    | 1     |
| A. S. Roma · Italia              | Total club    | Total club    | 29    | 1     | 2                | 0                | 0                     | 0                     | 31    | 1     |
| Eintracht Fráncfort · Alemania   | 1.ª           | 2024-25       | 30    | 5     | 2                | 0                | 11                    | 1                     | 43    | 6     |
| Eintracht Fráncfort · Alemania   | Total club    | Total club    | 30    | 5     | 2                | 0                | 11                    | 1                     | 43    | 6     |
| Total carrera                    | Total carrera | Total carrera | 242   | 25    | 30               | 5                | 52                    | 2                     | 324   | 32    |
| 1. 2.                            |               |               |       |       |                  |                  |                       |                       |       |       |

### Selección nacional
| Selección          | Año           | Encuentros | Encuentros |
| Selección          | Año           | Part.      | Goles      |
| ------------------ | ------------- | ---------- | ---------- |
| sub-18 Dinamarca   | 2015          | 5          | 1          |
| sub-19 Dinamarca   | 2015-2016     | 13         | 2          |
| sub-20 Dinamarca   | 2016          | 1          | 0          |
| sub-21 Dinamarca   | 2016-2019     | 26         | 7          |
| Absoluta Dinamarca | 2021-         | 23         | 0          |
| Total carrera      | Total carrera | 68         | 10         |

## Palmarés

### Títulos nacionales
| Título                   | Club               | País         | Año  |
| ------------------------ | ------------------ | ------------ | ---- |
| Copa de los Países Bajos | A. F. C. Ajax      | Países Bajos | 2019 |
| Eredivisie               | A. F. C. Ajax      | Países Bajos | 2019 |
| Copa de Austria          | Red Bull Salzburgo | Austria      | 2020 |
| Bundesliga               | Red Bull Salzburgo | Austria      | 2020 |
| Copa de Austria          | Red Bull Salzburgo | Austria      | 2021 |
| Bundesliga               | Red Bull Salzburgo | Austria      | 2021 |
| Bundesliga               | Red Bull Salzburgo | Austria      | 2022 |
| Copa de Austria          | Red Bull Salzburgo | Austria      | 2022 |

## Vida personal
Nissen es sobrino del exjugador de Sturm Graz, Sigurd Kristensen, y es primo de Leon Jessen.